# Timelike Infinity
Timelike Infinity  este un roman hard științifico-fantastic al scriitorului britanic Stephen Baxter. A apărut prima dată în 1992 la editura HarperCollins. Este al doilea roman din seria Xeelee Sequence. Timelike Infinity introduce un univers cu specii și tehnologii extraterestre puternice care reușește să mențină un avantaj realist datorită cadrului fizic al lui Baxter. În mare măsură stabilește scena pentru  opera fundamentală a seriei Xeelee, romanul Ring (în opoziție cu Vacuum Diagrams, Flux sau Raft, care se ocupă de povestiri secundare).

## Prezentare
Romanul are loc peste câteva mii de ani în viitor (5407 d.Hr.). Rasa umană a fost cucerită de Qax, o formă de viață cu adevărat extraterestră, o specie lichidă  a cărei biologie se bazează pe interacțiunile complexe ale celulelor de convecție, care acum stăpânește asupra celor câteva sisteme stelare ale spațiului uman - adoptând procese din istoria umană pentru a oprima efectiv rasa revoltată. Oamenii au întâlnit alte câteva rase, inclusiv rasa Xeelee uimitor de avansată, și au mai fost cuceriți anterior de Squeem (o specie acvatică cu o minte colectivă), dar și-au revenit cu succes.
Un dispozitiv creat de om, proiectul Interface, revine în sistemul solar după 1.500 de ani. Proiectul, remorcat de nava spațială Cauchy, revine cu o poartă de gaură de vierme, care pare să suporte călătoria în timp datorită „diferenței” de timp dintre ieșirile găurii de vierme (dilatarea relativistă a timpului), un capăt rămânând în sistemul solar și celălalt călătorind aproape de viteza luminii timp de un secol. Qax a distrus poarta sistemului solar, dar o navă umană (o bucată mare de sol, inclusiv Stonehenge, cu un echipaj numit Prietenii lui Wigner) trece prin poarta care se întoarce, călătorind înapoi către umanitatea neînvinsă de 1.500 de ani în urmă.
Unul din membrii echipajului Cauchy se întoarce cu Prietenii lui Wigner, Miriam Berg. Prietenii au o schemă complexă, care nu include o simplă întoarcere și salvare militară - decalajul tehnologic de 1.500 de ani ar face acest lucru „riscabil”. Din experimentul de gândire Wigner, ei au postulat o teorie neobișnuită despre destinul final al vieții în univers. Ei cred că funcțiile de undă cuantice nu se prăbușesc așa cum susține interpretarea Copenhaga și nici că fiecare prăbușire se dezvoltă în universuri separate (cum ar fi ipoteza cuantică a multiversului), ci mai degrabă că universul este un univers participativ: întregul univers există ca o singură superpoziție cuantică masivă și că la sfârșitul timpului (în universul deschis al secvenței Xeelee, timpul și spațiul sunt nelimitate, sau mai precis, limitate doar de problema Cauchy a „infinitului în timp” și „infinitului în spațiu”), atunci când viața inteligentă a colectat toate informațiile (comparați principiul antropic final și punctul Omega) și a fost transformată într-un „Observator final”, care va face „Observația finală”, observația care prăbușește toate funcțiile de undă încurcate complicat posibil generate de la începutul universului. Ei cred în plus că „Observatorul final” nu va mai observa pur și simplu, ci va alege care linie a lumii va fi adevărata linie a lumii și că o va alege pe cea în care omenirea nu suferă ocupații ale raselor Squeem sau Qax. Cu toate acestea, „Observatorul final” nu poate alege între liniile lumii dacă nicio informație nu supraviețuiește epocii sale pentru a distinge liniile lumii - dacă „Observatorul final” nu știe niciodată nimic despre umanitate, nu poate alege o linie a Universului favorabilă acesteia. Cu alte cuvinte, este necesar un mijloc de a trimite informații în viitor în timp util.
Ca o consecință a acestei necesități, ei intenționează să transforme Jupiter într-o singularitate gravitațională atent formată și să utilizeze parametrii precizați exact ca metodă de codificare a informațiilor. Miriam Berg este mai preocupată de soarta imediată a umanității, de amenințarea viitoare a rasei Qax și transmite un mesaj de „ajutor” designerului de poartă (gaură de vierme) Michael Poole.
Qax intră puțin în panică la fuga acestora în trecut. O specie complexă, inevitabil fragilă în nava lor spațială imensă Spline, puținii membri Qax prezenți sunt oarecum în pierdere. Aceștia decid să-și construiască propria interfață, cu asistență majoră a colaboratorilor umani (conduși de ambasadorul Jasoft Parz), pentru a crea o legătură cu viitorul lor pentru a obține ajutor în rezolvarea problemei - cu nave spațiale mai moderne cu motor GUT, ei pot face legături de 500 a-l în doar optsprezece luni. O uimitoare navă din viitor de înaltă tehnologie (de fapt una dintre legendarele luptătoare de noapte Xeelee, o navă de cercetare rapidă de distanță lungă și avansată), cu o rasă viitoare Qax, vine prin poartă. Prima sa misiune este să-l execute pe Guvernatorul Qax al Pământului și să-i strângă pe Parz, înainte de a trece prin portalul original după Prieteni și întreaga omenire. Qax din viitor iau două nave Spline (probabil lăsând în urmă vânătorul de noapte Xeelee; acesta ar putea fi vânătorul de noapte care este descoperit de echipajul de pe The Great Northern mai târziu în romanul Ring) prin poartă și în timpul călătoriei este dezvăluit lui Parz motivul din spatele dorinței Qax de a distruge complet rasa umană.

## Vezi și
- Listă de ficțiuni cu călătorii în timp
- 1992 în științifico-fantastic

## Legături externe
- Site web oficial